# Gemenggeng (Pace)
Gemenggeng is een bestuurslaag in het regentschap Nganjuk van de provincie Oost-Java, Indonesië. Gemenggeng telt 2985 inwoners (volkstelling 2010).